# Прасіддга Шах
Прасіддга Шах (3 червня 1989) — непальський плавець.
Учасник Олімпійських Ігор 2008, 2012 років.